# El App
El App es una película de acción y suspenso dominicana de 2022 dirigida por Taba Blanchard y escrita por Isaac Saviñón Blanchard, Gustavo López y Junior Rosario. Esta protagonizada por Isaac Saviñón, José Guillermo Cortines, Lydia Li y Alina Rancier junto con Kristen Hung, William Beckwith, Raymond Jáquez, Víctor Ramírez, Juan María Almonte, Ralph Joseph, Arturo Báez, Sebastian Kahuna y Ruairi Rhodes. Se estrenó el 13 de octubre de 2022 en cines dominicanos.

## Sinopsis
Jackie, uno de los más reconocidos hackers a nivel mundial, creó su obra maestra: una aplicación que permite hackear cualquier cuenta de redes sociales con solo usar el número de teléfono de dicha persona, permitiendo que sean más vulnerables al robo de información, incluso la que ya estaba borrada. Esto en las manos equivocadas puede generar caos y una vez que se ha hecho público su existencia en una publicación en línea, la vida de su creador corre peligro.

## Reparto
- Issac Saviñón como Jackie 'N3xt3p'[5]
- José Guillermo Cortines como Tony[5]
- Lydia Li como Ying Yue[5]
- Kristen Hung como Ming[5]
- Alina Rancier

## Producción
La fotografía principal inició el 1 de diciembre de 2019 en Boston, Estados Unidos y luego en República Dominicana.

## Reconocimientos
| Año  | Premio / Festival                      | Categoría                                        | Recipiente                         | Resultado | Ref.          |
| ---- | -------------------------------------- | ------------------------------------------------ | ---------------------------------- | --------- | ------------- |
| 2022 | Festival de Cine Dominicano Nueva York | Mejor largometraje - Mención especial del jurado | El App                             | Ganadora  | [ 8 ]         |
| 2022 | Festival de Cine Dominicano Nueva York | Mejor actor                                      | Issac Saviñón                      | Ganador   | [ 8 ]         |
| 2023 | Premios Soberano                       | Mejor actor                                      | Issac Saviñón                      | Nominado  | [ 9 ]         |
| 2023 | Premios La Silla                       | Mejor director                                   | Taba Blanchard                     | Nominado  | [ 10 ] [ 11 ] |
| 2023 | Premios La Silla                       | Mejor edición                                    | Taba Blanchard                     | Ganador   | [ 10 ] [ 11 ] |
| 2023 | Premios La Silla                       | Mejor musicalización                             | David Vásquez                      | Nominado  | [ 10 ] [ 11 ] |
| 2023 | Premios La Silla                       | Mejor canción (tema principal)                   | Radi Pina & Le Montro (“Melanoid”) | Nominados | [ 10 ] [ 11 ] |
| 2023 | Premios La Silla                       | Mejor dirección cinematográfica                  | Frankie Báez                       | Nominado  | [ 10 ] [ 11 ] |
| 2023 | Premios La Silla                       | Mejor maquillaje                                 | Gigi Jimenez                       | Nominada  | [ 10 ] [ 11 ] |
| 2023 | Premios La Silla                       | Mejores efectos especiales                       | La Visual Sonora                   | Nominada  | [ 10 ] [ 11 ] |
| 2023 | Premios La Silla                       | Mejores efectos visuales                         | La Visual Sonora                   | Nominada  | [ 10 ] [ 11 ] |
| 2023 | Premios ADOPRESCI                      | Mejor musicalización                             | David Vásquez                      | Nominado  | [ 12 ] [ 13 ] |